# Thiago Galhardo
Thiago Galhardo do Nascimento Rocha (São João del-Rei, 20 luglio 1989) è un calciatore brasiliano, centrocampista del Santa Cruz.

## Caratteristiche tecniche
È un trequartista.

## Palmarès

### Club

#### Competizioni statali
- Campionato Potiguar: 1

América-RN: 2012
- Campionato Paraense: 1

Remo: 2014
- Taça Rio: 1

Madureira: 2015
- Campionato Carioca: 1

Vasco da Gama: 2019
- Campionato Cearense: 1

Fortaleza: 2023